# Batalla de Salsu
La batalla de Salsu fou un enfrontament entre Koguryö i la dinastia Sui que tingué lloc l'any 612 al riu homònim i que suposà l'inici de la fi de la dinastia xinesa. Aquesta havia prova d'envair els coreans però aquests resistiren l'ofensiva i obligaren les tropes xineses a penetrar en un territori desconegut per a elles, on el gruix de l'exèrcit de Koguryö esperava per atacar. Prèviament, els estrategs coreans havien tancat una presa que feia que el riu Salsu baixés amb poca aigua. Els xinesos van travessar el riu i quan estaven enmig del seu curs, els seus rivals obriren la presa i la inundació agafà desprevinguts els membres de l'exèrcit Sui. Entre els que moriren ofegats i els que foren atacats a la confusió per sortir de les aigües, els xinesos perderen gran part dels seus homes, amb més de 300000 morts.